# Пеля (приток Улса)
Пеля — река в России, протекает в Пермском крае.

## Описание
Исток реки на западных склонах хребта Кваркуш. Протекает полностью по территории Красновишерского района Пермского края. Течёт преимущественно в северо-восточном направлении. Устье реки находится в 16 км по левому берегу реки Улс у развалин покинутой деревни Двадцатка. Ширина реки у устья около 15 метров, скорость течения — 0,8 м/с. Длина реки составляет 24 км. В 23 км от устья принимает справа реку Рассоха.

## Данные водного реестра
По данным государственного водного реестра России относится к Камскому бассейновому округу, водохозяйственный участок реки — Кама от водомерного поста у села Бондюг до города Березники, речной подбассейн реки — бассейны притоков Камы до впадения Белой. Речной бассейн реки — Кама.
По данным геоинформационной системы водохозяйственного районирования территории РФ, подготовленной Федеральным агентством водных ресурсов:
- Код водного объекта в государственном водном реестре — 10010100212111100004570
- Код по гидрологической изученности (ГИ) — 111100457
- Код бассейна — 10.01.01.002
- Номер тома по ГИ — 11
- Выпуск по ГИ — 1